# Silent Hill 3
Silent Hill 3 är det tredje spelet i survival horror-serien Silent Hill utgivet av Konami. Spelet släpptes i mitten av 2003 till PlayStation 2 och till PC senare samma år.
Silent Hill 3 är en direkt fortsättning till det första Silent Hill-spelet, och utspelar sig sjutton år efter spelets händelser. Fokus ligger på en tonårstjej vid namn Heather som efter hemska upplevelser börjar se ett samband mellan sitt förflutna och en mystisk kult. Efter ett mord på hennes far drivs hon hämndlystet till staden för att ta reda på sanningen bakom sitt förflutna och finna sin fars mördare. Slutligen upptäcker hon att hon själv i ett tidigare liv var en del av stadens kult och var tack vare sina psykiska krafter var menad att föda kultens Gud (Samael) som skulle omvandla världen till ett paradis där alla synder ska bli förlåtna.
Hon blir underrättad om att Kultens nya ledare planerar ett nytt försök att framkalla deras Gud.

## Handling
Efter ett bryskt uppvaknande från en mardröm introduceras spelets protagonist, Heather, som finner sig i en hamburgerbar i ett varuhus. Hon ringer hem till sin pappa för att berätta att hon snart kommer hem, men blir konfronterad av en privatdetektiv vid namn Douglas Cartland som påstår sig ha viktig information om hennes förflutna. Heather undviker honom och flyr genom ett fönster på damtoaletten, men när hon träder in i varuhuset på nytt upptäcker hon att den är halvt övergiven och full av vidriga monster. Då uppenbarar sig en prästinna från Silent Hills kult vid namn Claudia, som säger till Heather att "Kom ihåg mig, och även ditt sanna jag," och att Heather ska komma att "leda" dem till paradiset "med blodstänkta händer". Heather kollapsar och vaknar sedan upp för att bevittna att varuhuset har förvandlats till en mardröm och blir tvungen att fly.
Efter en monsterstrid återgår varuhuset till hur det var innan hon kollapsade och träffar återigen på Douglas, och han erkänner att han har blivit anlitad av Claudia för att hitta henne.
Heather beger sig hemåt och tar tunnelbanan, men konfronteras av fler monster. Senare möter hon en man vid namn Vincent, även han har en slags anknytning till Claudia. När Heather slutligen kommer hem upptäcker hon att hennes pappa har blivit dödad av ett monster på Claudias kommando, hennes skäl är att "Hämnas för det som hände för 17 år sedan" och att "fylla Heathers hjärta med hat". Prästinnan lämnar Heather att slåss mot monstret och säger att hon kommer att vänta på henne i Silent Hill. Kort därpå bestämmer sig Heather för att ge sig av till Silent Hill och döda Claudia, och accepterar Douglas erbjudande om att köra henne dit.
Innan de båda når fram till staden får Douglas ett meddelande från Vincent som säger åt dem att leta efter en man vid namn Leonard Wolf, och Heather får läsa ett brev från sin pappa som han skrev innan han dog. Brevet innehåller en resumé av händelserna i Silent Hill och avslöjar för Heather att hon är den "vuxna" andra versionen av Cheryl Mason. Harry, hennes pappa, förklarar i brevet att kulten söker hämnd för att han dödat deras gud, och att Claudia letar efter Heather för att hon ska kunna föda kultens "nya" gud (Heather är reinkarnationen av Alessa Gillespie från Silent Hill).

### Slutscener
- "Normal"
- "Possessed"
- "Revenge"

## Röstskådespelare
- Heather Morris — Heather/Cheryl
- Richard Grosse — Douglas Cartland
- Donna Burke — Claudia Wolf
- Clifford Rippel — Father Vincent
- Matt Lagan — Leonard Wolf
- Lenne Hardt — Confessor
- Mike Matheson — Borely Mansion Guide
- Thessaly Lerner — Lisa Garland (ej nämnd)